# Macrochernes attenuatus
Espèce
Macrochernes attenuatus est une espèce de pseudoscorpions de la famille des Chernetidae.

## Distribution
Cette espèce est endémique de Porto Rico.

## Publication originale
- Muchmore, 1969 : The pseudoscorpion genus Macrochernes, with the description of a new species from Puerto Rico (Arachnida, Chelonethida, Chernetidae). Caribbean Journal of Science and Mathematics, vol. 1, no 2, p. 9-14.